# ميس صيني
ميس صيني (الاسم العلمي:Celtis sinensis) هو نوع من النباتات يتبع جنس الميس من الفصيلة القنبية.

## معرض صور

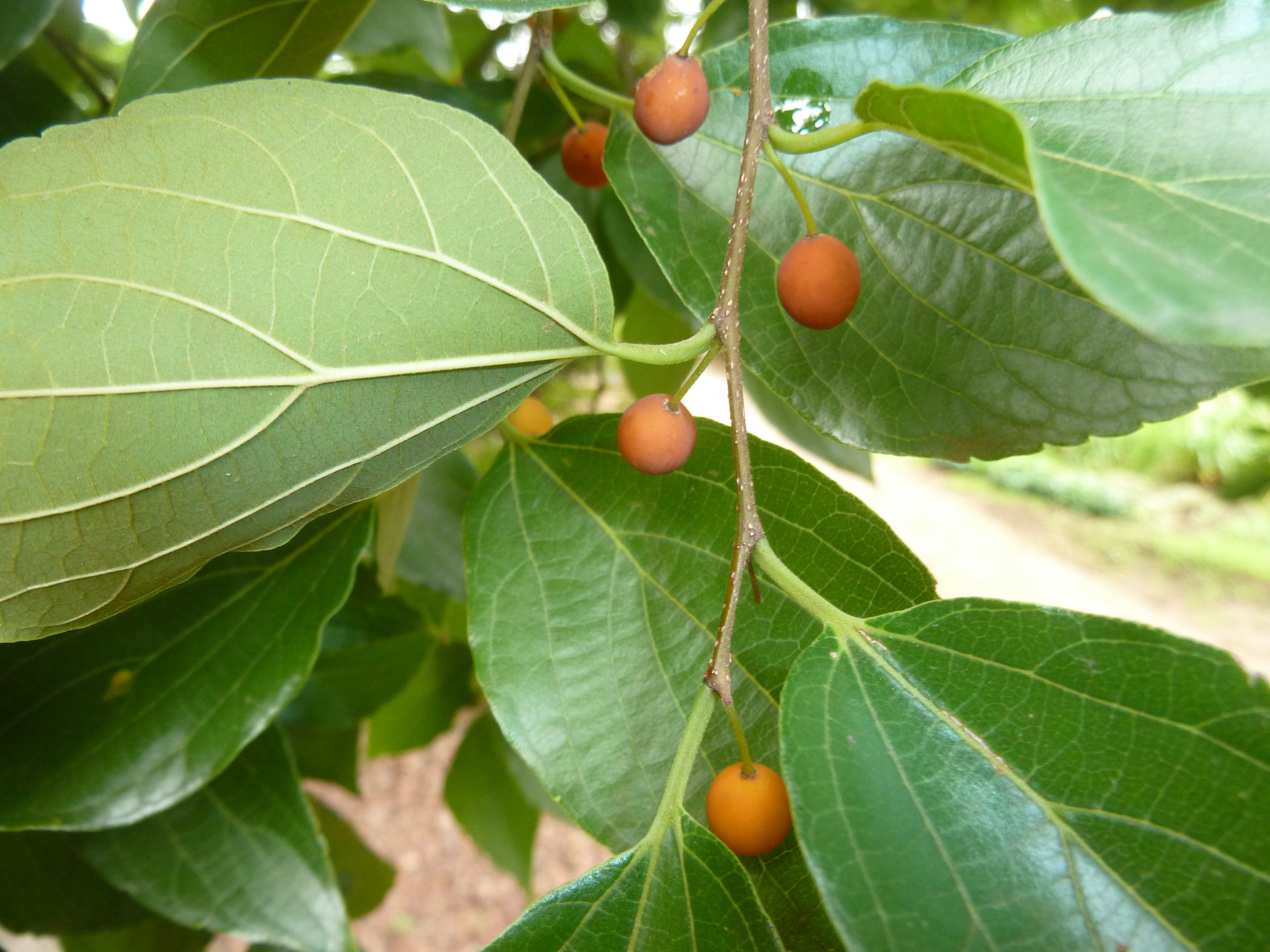
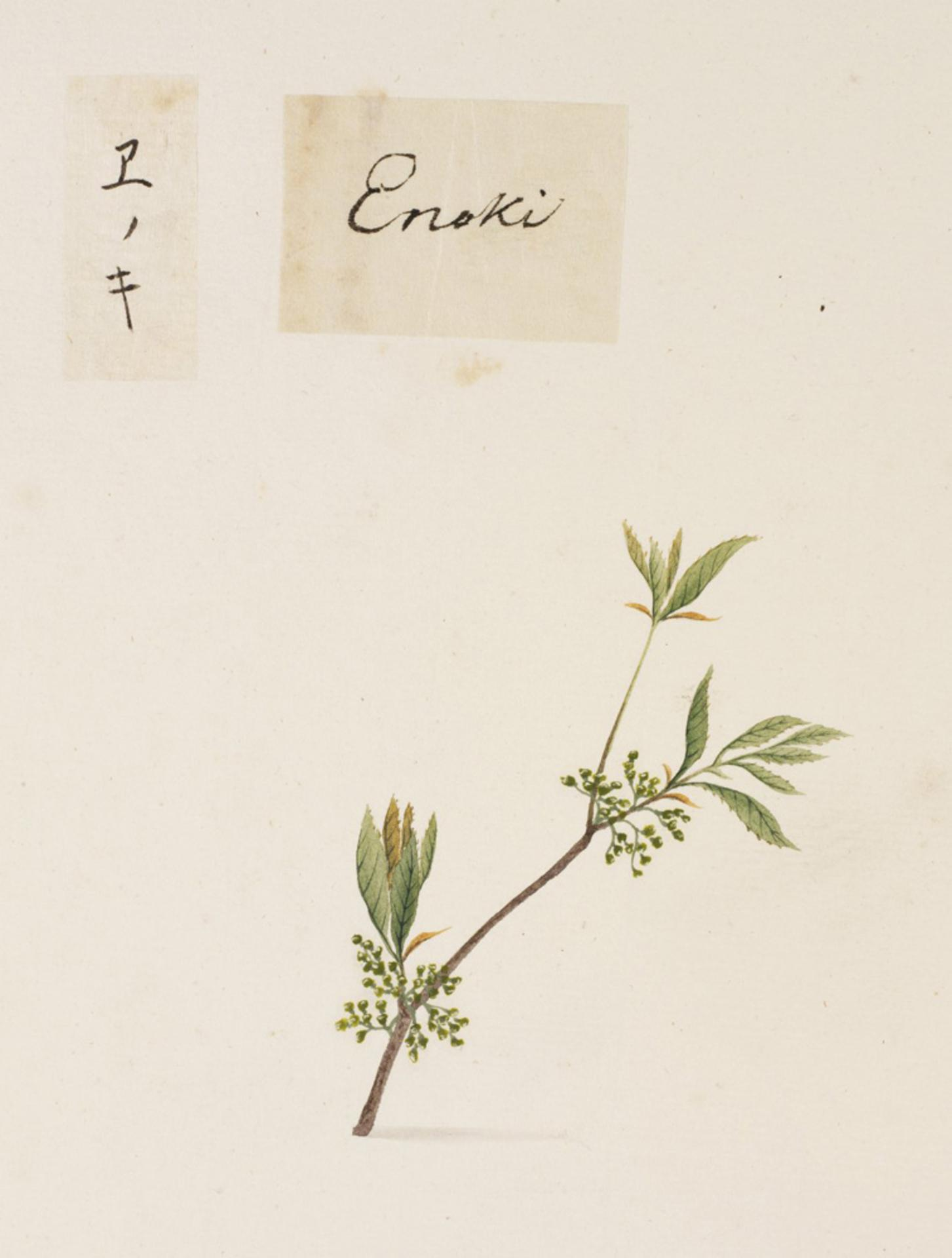
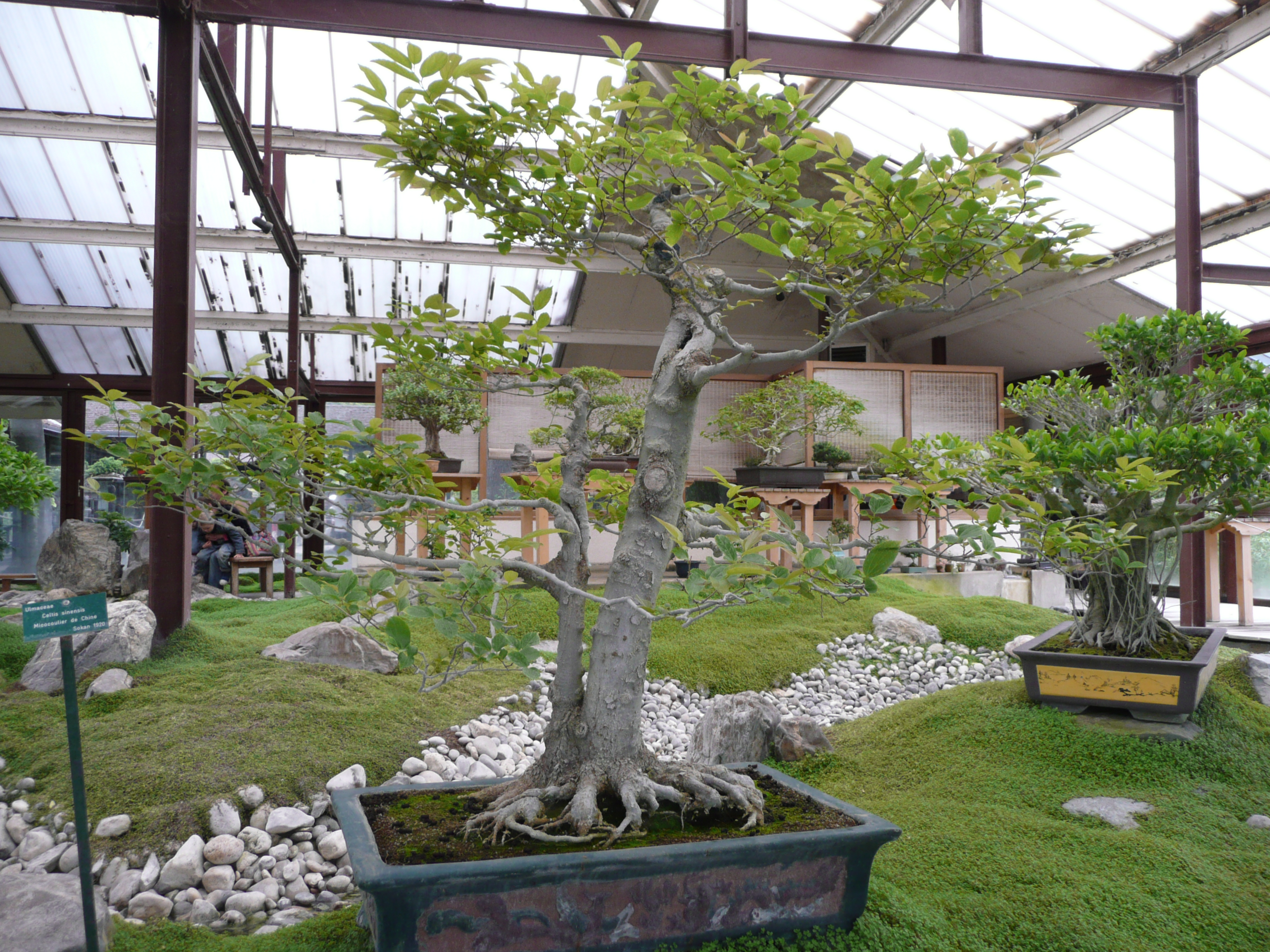